# Herr Vinners stenåldersdröm
Herr Vinners stenåldersdröm är en svensk film i regi av Pauline Brunius, inspelad 1920 men premiärvisad först 1924. 

## Om filmen
Filmen premiärvisades 1924 i Stockholm. Filmen spelades in vid Skandiaateljén, på Långängen i Stocksund av Carl Gustaf Florin.

## Rollista
- Olof Winnerstrand – herr vinner
- Frida Winnerstrand – fru vinner
- Palle Brunius – Putte
- Eyvor Lindberg – Lillan
- Anna Diedrich – dam på kafferepet/stenålderskvinna
- Curt Schenström – Puttes lekkamrat
- Britta Carlsson – liten stenåldersflicka
- Anne-Marie Brunius – liten stenåldersflicka